# Guiana nos Jogos Pan-Americanos
A participação da Guiana nos Jogos Pan-Americanos se deu desde a terceira edição do evento, em 1959, em Chicago, Estados Unidos.

## Quadro de medalhas
| Ano   | Sede             | Gold           | Silver         | Bronze         | Total          |
| ----- | ---------------- | -------------- | -------------- | -------------- | -------------- |
| 1951  | Buenos Aires     | não participou | não participou | não participou | não participou |
| 1955  | Cidade do México | não participou | não participou | não participou | não participou |
| 1959  | Chicago          | 0              | 0              | 3              | 3              |
| 1963  | São Paulo        | 1              | 0              | 0              | 1              |
| 1967  | Winnipeg         | 0              | 0              | 1              | 1              |
| 1971  | Cáli             | 0              | 0              | 1              | 1              |
| 1975  | Cidade do México | 1              | 1              | 0              | 2              |
| 1979  | San Juan         | 0              | 2              | 1              | 3              |
| 1983  | Caracas          | 0              | 0              | 0              | 0              |
| 1987  | Indianápolis     | 0              | 0              | 1              | 1              |
| 1991  | Havana           | 0              | 0              | 2              | 2              |
| 1995  | Mar del Plata    | 0              | 0              | 0              | 0              |
| 1999  | Winnipeg         | 0              | 0              | 0              | 0              |
| 2003  | Santo Domingo    | 0              | 1              | 1              | 2              |
| 2007  | Rio de Janeiro   | 0              | 0              | 1              | 1              |
| 2011  | Guadalajara      | 0              | 0              | 1              | 1              |
| Total | Total            | 2              | 4              | 12             | 18             |